# Het verloren volk
Het verloren volk is het vijfde stripalbum uit de Ravian-reeks. Het album is getekend door Jean-Claude Mézières met scenario van Pierre Christin.

## De verhalen
De planeet Technorog wordt geëxploiteerd vanwege de enorme hoeveelheid bodemschatten en zware metalen en ontwikkelt zich tot een belangrijk centrum voor zware industrie. Dan keren de oorspronkelijke bewoners van de planeet, die zo'n 4000 jaar daarvoor vertrokken om een lange reis langs de werelden te maken, terug naar hun thuisplaneet om deze weer te gaan bewonen. Ravian en Laureline, die al gauw sympathie opvatten voor de hartelijke en simpele Alflololianen, komen knel te zitten als blijkt dat de belangen van beide partijen niet zo goed samen gaan.